# Underoath
Underoath, parfois typographié Underøath, est un groupe américain de metalcore, originaire d'Ocala, en Floride. Il est formé par Dallas Taylor et Luke Morton le 30 novembre 1997 à Ocala,. Ils publient Act of Depression, Cries of the Past, et The Changing of Times avec le premier membre, Dallas Taylor. Après son départ, Spencer Chamberlain devient le chanteur du groupe. Le groupe publie ensuite They're Only Chasing Safety et Define the Great Line, qui seront certifiés disque d'or. Ces deux albums permettent au groupe de mieux se faire remarquer par la presse et le grand public.
Ils sont nommés à deux reprises d'un Grammy en 2007 et 2010, respectivement,, et enregistrent un coffret CD/DVD intitulé Survive, Kaleidoscope, qui est publié le 28 mai 2008. Entre fin février et début mai, le groupe enregistre son sixième album studio intitulé Lost in the Sound of Separation, qui est publié le 2 septembre 2008, et atteindra la huitième place du Billboard 200. Leur dernier album, Ø (Disambiguation) est publié le 9 novembre 2010.
Le 2 octobre 2012, Underoath annonce sa dissolution pour 2013. Deux ans après sa séparation, le groupe annonce son retour officiel en 2015.

## Historique

### Formation etAct of Depression(1997–2000)
Le 30 novembre 1997, Underoath se forme pour la première fois avec comme membres le chanteur Dallas Taylor et le guitariste Luke Morton, à Ocala, en Floride. Morton localise le nom de Underoath « quelque part dans la Bible ».
Le batteur Aaron Gillespie, pratiquant dans la même église que Morton les rejoint, parmi le guitariste Corey Steger et le bassiste Octavio Fernandez ; les membres étaient, à cette période, lycéens. Le groupe est vite repéré par un petit label de l'Alabama nommé Takehold Records. Peu de temps après, le 4 juillet 1999, ils sortent un premier EP Act of Depression, composé de sept morceaux, il se vendra à 2 000 exemplaires. Un an après, exactement, ils sortent leur deuxième EP Cries of the Past, qui lui se vendra à 3 000 exemplaires.

### Cries of the PastetThe Changing of Times(2000–2003)
Au début de l'an 2000, le pianiste et claviériste Christopher Dudley rejoint Underoath et l'EP de cinq chansons et 40 minutes Cries of the Past est mis en vente. Il s'écoulera à plus de 3 000 exemplaires. En 2001, Takehold Records est racheté par le label de Seattle Tooth and Nail Records. Naturellement, Underoath fut signé sur Tooth & Nail, et plus spécifiquement sur Solid State Records, une division de Tooth and Nail Records. En janvier 2002, le bassiste Grant Brandell rejoint Underoath. Le groupe commence alors à travailler sur son premier album sur Solid State, The Changing of Times gardant le producteur de Cries of the Past, James Paul Wisner. L'album sort le 26 février 2002 et le titre When the Sun Sleeps est choisi comme single. Dallas Taylor expliqua que les paroles sur The Changing of Times traitent de « personnes jouant avec les émotions d'autres personnes et de la sensation amère que cela peut laisser » et de « passer à travers les moments difficiles de la vie et essayer de retrouver Dieu dans tout ça. » Cet album est très critiqué car tombant dans le style hardcore plus général que le précédent opus du groupe.
À la suite du rachat de Takehold par Tooth and Nail, Underoath sort son premier album The Changing of Times, le 26 février 2002. Cette fois plus long que les précédents opus, il contient dix morceaux, on sent aussi une influence indie s'ajouter au style metalcore du quatuor. Après de nombreux concerts, notamment la première partie du groupe Atreyu, Dallas Taylor quitte Underoath[réf. nécessaire]. Les trois membres restant du groupe décident donc de chercher un remplaçant. Spencer Chamberlain propose alors de les rejoindre. Lors du CMJ Fest, à New York, il expose son talent au grand jour. Tim Mc Tague déclare que « Spencer va pouvoir ajouter sa touche au groupe au même niveau que les autres membres »[réf. nécessaire], cette remarque marquant l'acceptation totale de Chamberlain au sein du groupe. La « touche » de Chamberlain ne tarde pas à se faire sentir. Le 15 juillet 2004, le groupe sort son deuxième album They're Only Chasing Safety. Beaucoup de changements ponctuent cet album, plus clean et plus axé sur le côté mélodique. On note aussi l'apparition d'un clavier assuré par James Paul Wisner[source insuffisante].
Le groupe effectue de très nombreuses dates à travers les États-Unis avec notamment Coheed and Cambria, Dead Poetic, Norma Jean, puis effectuera même une tournée en Grande-Bretagne en tête d'affiche. Ils font également partie de l'affiche du Taste of Chaos avec des groupes comme Killswitch Engage, My Chemical Romance, et The Used. En 2003, Underoath fait la promotion de son album à son premier Vans Warped Tour, cette (brève) participation touche à sa fin lorsque Dallas Taylor est prié de quitter le groupe, pour des raisons controversées. Le groupe parlant d'une éventuelle fin, en août 2003, ils supportent Atreyu avec Matt Tarpey de Winter Solstice comme vocaliste temporaire. En octobre 2003, au CMJ Fest à New York, le groupe se produit avec Spencer Chamberlain, ancien membre du groupe This Runs Through, comme nouveau vocaliste. Après son arrivée, la question du changement de nom se pose, afin de donner au groupe une véritable nouvelle identité, mais les membres décident de garder Underoath.

### They're Only Chasing Safety(2004–2005)
Fin 2003, après avoir tourné quelque temps, le groupe décide de s'enfermer en studio pour enregistrer. Durant les premiers mois de 2004, le groupe entre donc en studio avec Spencer Chamberlain comme vocaliste et James Paul Wisner comme producteur. They're Only Chasing Safety sort le 15 juin 2004 et aspire à un succès plus commercial pour le groupe. Gillespie étant le dernier membre fondateur du groupe They're Only Chasing Safety est un vaste changement par rapport à leurs racines. Reinventing Your Exit et It's Dangerous Business Walking Out Your Front Door sont choisies comme singles de l'album, et Underoath tournent pour chacune d'elles une vidéo.
En mars 2005, Underoath participe au premier Taste of Chaos, et se lance dans sa première tournée en tant que tête d'affiche. Ils jouent aussi une partie du Vans Warped Tour mais décline l'invitation de jouer toute la tournée pour prendre le temps d'enregistrer un nouvel album. En septembre 2005, le groupe fait sa première couverture de magazine et en octobre, They're Only Chasing Safety est à nouveau mis en vente dans une édition deux disques contenant quatre chansons jusqu'alors non commercialisées. Une nouvelle pochette était aussi comprise réalisée par Jacob Bannon de Converge, ainsi qu'un DVD de plus de deux heures de concerts. They're Only Chasing Safety s'écoule à plus de 218 000 copies originelles, et 279 000 nouvelles éditions, donnant, en 2005 un total de plus de 500 000 exemplaires seulement aux États-Unis. Le 4 octobre 2005 sort la réédition de They're Only Chasing Safety en version Special Edition comprenant quatre morceaux supplémentaires, deux versions modifiées de I'm Content With Losing et It's Dangerous Business Walking Out Your Front Door ainsi que deux morceaux originaux. Il comprend également un DVD et un documentaire de près d'une heure, divers lives ainsi que des interviews.
Le 20 juin 2006 sort Define the Great Line un album de onze titres aux tendances très actuelles, des sons dissonants sur une ligne structurée. Cet album est édité en version simple et en version limitée. Dans cette seconde édition, y est inclus l'album et un DVD contenant un film qui retrace certains moments durant l'enregistrement. Cet album reste un des plus gros succès du groupe ayant atteint la place de deuxième au Billboard Top 200 et ayant été écoulé à plus de 98 000 exemplaires durant la première semaine. Underoath a connu un véritable succès ces dernières années après la vente de leurs albums (They're Only Chasing Safety en 2004 et Define The Great Line en 2006) et après avoir participé au Vans Warped Tour.

### Define the Great Line(2006–2007)

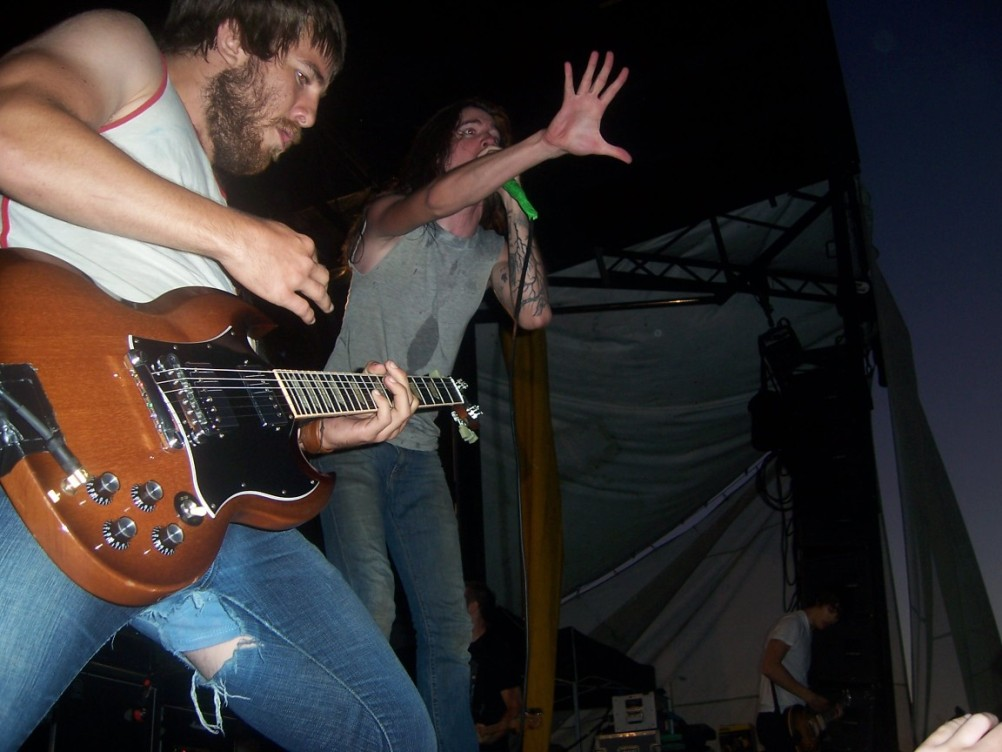
Timothy McTague et Spencer Chamberlain sur scène pendant le Vans Warped Tour à San Diego, en Californie.

En janvier 2006, Underoath entre en studio pour enregistrer son cinquième album, Define the Great Line. Ils révèlent avoir commencé à écrire pour l'album deux semaines après la sortie de They're Only Chasing Safety. Matt Goldman, qui a produit des albums pour Copeland, et Norma Jean et Adam Dutkiewicz, guitariste de Killswitch Engage, sont les deux producteurs de cet album. Chamberlain explique que sur cet album, sa voix ne sonnera plus comme une imitation de l'ancien vocaliste Dallas Taylor mais plus comme les voix de son ancien groupe. Les paroles sont aussi quelque chose de très important pour Spencer, ayant écrit sur les « choses qui l'ont amenées à être ce qu'il est aujourd'hui. » Une version incomplète de l'album est diffusée sur quelques sites de P2P quelque temps avant la sortie officielle de l'album. Aaron Gillespie, juste après l'enregistrement de Define the Great Line se lance dans un projet parallèle avec le producteur Aaron Sprinkle sous le nom de The Almost, signé aussi chez Tooth and Nail. The Almost sortent leur premier album Southern Weather le 3 avril 2007. En avril 2006, à la fin de leur contrat avec Tooth and Nail, Underoath est demandé par plusieurs labels major et résigne finalement avec le label. Le 21 avril, Underoath s'envole pour la Suède avec Popcore Films et tourne les clips de In Regards to Myself et Writing on the Walls. Cette dernière est choisie comme le principal single de l'album et est nommée aux Grammy Awards 2007.
Sorti le 20 juin 2006, Define the Great Line s'écoule à 98 000 exemplaires la première semaine et débute deuxième au Billboard Top 200, le plus haut résultat qu'ait fait un album de ce style depuis 1997. Une version limitée de l'album est sortie simultanément, contenant une pochette spéciale et un DVD making-of. Define the Great Line est certifié disque d'or par RIAA le 11 novembre 2006, s'étant écoulé à plus de 500 000 exemplaires. Le groupe est ensuite attendu en juin et juillet 2006 à participer au Vans Warped Tour mais le 28 juin, il est annoncé qu'Underoath annulait toutes ces dates de tournée. Un message du groupe cite que les membres « ont ressenti le besoin de prendre immédiatement du temps pour se concentrer sur leur amitié, considérant cela plus important que la risquer en partant en tournée. »
Underoath tourne les vidéos pour les chansons You're Ever So Inviting et A Moment Suspended in Time en février 2007. You're Ever So Inviting gagne la MTV's Battle of the Videos le 23 mai 2007. Underoath part en tournée au Canada puis tourne avec le Taste of Chaos et participe aussi au Cornerstone Festival 2007. En juillet 2007, sort 777, le premier DVD du groupe. Underoath joue aussi le Vans Warped Tour 2007 du 24 juillet au 9 aout ou ils partent en tournée en Australie et en Asie de l'est. Pendant une tournée avec Maylene and the Sons of Disaster, Poison the Well, et Every Time I Die, Aaron Gillespie du se faire opérer pour une infection à la main. Plutôt que d'annuler leurs nombreuses dates, Underoath recruta en remplacement, Kenny Bozich, le batteur du groupe d'Aaron, The Almost. Toujours en 2007, ils commencent une tournée américaine en compagnie de Taking Back Sunday et Armor for Sleep. En 2008 sort Desperate Times, Desperate Measures, avant-goût du prochain album. Desperate Times, Desperate Measures sera dans l'OST du jeu vidéo Madden NFL 09 et en téléchargement pour le jeu Rock Band 2.

### Lost in the Sound of Separation(2008–2009)
Pendant leur tournée de septembre 2007, Chamberlain révèle à plusieurs reprises que le groupe sortirait un nouvel album courant 2008. Cette déclaration est confirmée, Lost in the Sound of Separation sortira le 2 septembre 2008,. McTague déclare que cet album aurait un son beaucoup plus lourd et violent que Define The Great Line.
Durant 2008, Underoath rejoint le 30-City Rockstar Energy Mayhem Tour en compagnie de Slipknot, Disturbed, Mastodon et Dragon Force. La tournée commence le 9 juillet 2008 et se termine à New York le 19 août, avec Underoath comme tête d'affiche. Après la sortie de Lost in the Sound of Separation, Underoath partira pour une tournée tête d'affiche avec Saosin et The Devil Wears Prada.
Dans la semaine de sa sortie, Lost in the Sound of Separation arrive huitième au Billboad Top 200, s'écoulant à environ 56 000 exemplaires aux États-Unis. En décembre 2008, le groupe s'envole pour sa première tournée en Amérique du Sud, ils jouent six dates au Brésil, au Chili, en Argentine et en Colombie. L'annonce est officielle le 15 décembre 2008, Underoath jouera le Vans Warped Tour 2009. Durant leurs derniers concerts de 2009, le groupe mentionne le fait qu'ils aient commencé à composer de nouveau, mais rien n'a été jusqu'ici dévoilé quant à des dates d'enregistrement.

### Live at KokoetØ (Disambiguation)(2010-2011)
Le 11 mars 2010, le groupe enregistre son concert au Koko à Londres et le rend disponible dès la fin du show. Il est également disponible sur commande sur le site américain du groupe. Le 5 avril 2010, le groupe annonce via un message sur MySpace, Facebook, et autres réseaux sociaux que le batteur Aaron Gillespie quitte le groupe. Son choix serait motivé par une implication plus importante dans la religion ainsi que son projet secondaire nommé The Almost. Il était le seul membre restant de la toute première formation d'Underoath.
Underoath annonce qu'ils participeront durant le mois de juillet au Cool Tour 2010 en compagnie de groupe comme As I Lay Dying, Between the Buried and Me, Blessthefall, The Acacia Strain, Architects, Cancer Bats, et War of Ages. Le groupe rentre en studio le 24 mai pour enregistrer la suite de Lost in The Sound of Separation sous la houlette de Matt Goldman (Mychildren Mybride, The Chariot) et Jeremy Griffith (Norma Jean). L'album devrait être prêt pour la fin de l'année 2010 si tout se passe bien. Ils en ont également profité pour présenter le nouveau batteur du groupe; il s'agirait de Daniel Davison (ex-Norma Jean).Il avait enregistré quatre albums avec Norma Jean avant de quitter le groupe en 2007. Début septembre 2010, Underoath annonce le nom de son nouvel album, Ø (Disambiguation), ainsi que sa date de sortie. Ce sera le 9 novembre. L'album contient 11 chansons et est produit par Matt Goldman et Jeremy Griffith.

### Retour (depuis 2015)
En juillet 2015, Underoath lance une vidéo cryptée sur les réseaux sociaux, annonçant un éventuel retour. La partie audio de la vidéo, jouée à l'envers dit It's Dangerous Business Walking Out Your Front Door, un refrain repris de leur album They're Only Chasing Safety publié en 2004. Le groupe ajoute un décompte sur son site web.
Le 17 août 2015, le premier concert du groupe depuis sa séparation en 2013 est annoncé au Self Help Fest de San Bernardino, en Californie, le 19 mars 2016, avec A Day to Remember. Sur Alternative Press, Chamberlain et Gillespie confirment la réunion du groupe.
Le 22 février 2018, le groupe annonce, après une campagne virale intrigante, la sortie de son 8ème album. Enregistré en septembre 2017 après avoir signé chez Fearless Records, Erase Me sortira le 6 avril 2018. Le groupe se lancera ensuite dans une grande tournée qui passera par la France le 15 juin 2018 lors du Download Festival de Paris.

## Style musical et influences

### Christianisme
Les membres de Underoath sont chrétiens et ont déclaré être un groupe de musique chrétien ,. Cependant, comme l'explique le chanteur Spencer Chamberlain, « [Nous sommes chrétiens] mais d'une manière différente. Nous ne sommes pas comme vos groupes de musiques chrétiens typiques. » Il explique que le Christianisme est la « colonne vertébrale de nos vies, en particulier dans la manière que nous avons de comprendre certaines choses, mais ce n'est pas tant la colonne vertébrale des paroles de nos chansons. Ce n'est pas comme si chacune des chansons était une leçon tirée de la Bible ou quelque chose comme ça. C'est juste des épreuves d'une vie normale. » Le claviériste Christopher Dudley déclare que la majorité de l'audience d'Underoath n'est pas chrétienne, tout comme les groupes de musiques avec lesquels ils ont souvent fait des tournées. Bien que le groupe  ait été remarqué pour "s'être installé dans la tradition à la fois du rock chrétien et au-delà", seule une partie de leurs albums sont vendus sur le marché chrétien. Chamberlain les « considère juste comme un autre groupe sur le marché profane comme tous ces autres groupes de hardcore et il se trouve que [nous] sommes un groupe de musique chrétien qui a des croyances différentes. »

### Style musical
Underoath est classé en tant que groupe de metal chrétien et de metalcore,,,,,,,,,,, mais est aussi décrit comme un groupe de punk hardcore,,,,, post-hardcore,,,,, emo,, et screamo,,,,. Leur style musical change au fil des années, comme l'explique AllMusic : « depuis leur début, Underoath, de Floride, est passé d'un banal groupe de metalcore chrétien à un groupe de rock fluide, dynamique et énergétique qui, d'une manière experte, mélange une mélodie émotive, chargée de rythme punk rock, avec un costaud et intéressant bas de gamme. »
Comme démontré dans leur premier enregistrement, Act of Depression, Underoath jouait initialement une combinaison de hardcore et de metalcore mélangée à du black metal et du death metal,,,. Le groupe garde un style similaire pour leur second album, Cries of the Past, présentant d'occasionnelles traces de black metal,,, mais plus tard le groupe se détache de ce style pour adopter un son hardcore à tendance plus melodique,. Pour l'enregistrement suivant, Underoath se tenait « au croisement du heavy metal avec The Changing of Times, un album hardcore qui coïncide avec l'arena rock. » Le groupe fait des essais avec des éléments électroniques. Casey Boland de Alternative Press note que l'album « était pour Underoath un bond vers l'avant comme un saut à la perche olympique », et que le groupe était en train « d'accueillir le processus d'évolution. » Il remarque aussi l'ajout de chant clair de Aaron Gillespie, qui offre « un irrésistible contrepoint et annonce une nuée de groupe adoptant la dichotomie chant-crie qui deviendrait la marque de fabrique du 'screamo'. » Cross Rhythms constate la popularité croissante du groupe, et les décrit comme jouant « un mélange intéressant de hardcore, rock indépendant, utilisant les boucles, le clavier, la guitare acoustique et des harmonies d'une voix mélodieuse, parmi l'assaut de guitare lourde et des voix hardcore stridentes. »
Underoath subit une grande refonte précédant leur quatrième enregistrement, They're Only Chasing Safety, avec le départ de Dallas Taylor et Octavio Fernandez et la reprise de la voix principale par Spencer Chamberlain. Ceci marque un changement radical pour Underoath, « tout comme le groupe a abandonné sa tendance metal d'avant pour les confins réellement chaleureux du screamo, » un changement qui enflamma un débat sur ce qui était mieux, le « vieux » ou le « nouveau » Underoath. Une revue d'Alex Henderson du site AllMusic décrit l'album comme ayant un style rock alternatif, style qui pourrait être vu comme screamo, post-hardcore, ou hardcore mélodique, et qui diffère du véritable metalcore. Dans une autre revue, Andrew Segal de Cross Rythms décrit l'album comme du nu metal, et dit que, bien qu'étant du plus lourd côté de l’échelle du rock, l'album est bien produit et « montre plus de signe d'intelligence qu'en est souvent crédité le genre du nu metal. »
Pour leur cinquième album, Define the Great Line, Underoath abandonne les refrains pops de l'album précédent et démontre à la place un style plus lourd et plus électrique, mettant à jour leur musique avec d'« étranges » changement de temps et des passages d'ambiance post-metal. Selon Sputnikmusic, bien que l'album soit un enregistrement de metalcore moderne, il incorporait d'autres influences dont les soli de guitare du post-metal sur plusieurs morceaux et une ambiance électronique sur des morceaux comme « Salmarnir. » AllMusic déclare que le groupe a trouvé le « délicat milieu entre le throat-shredding du grindcore et le style emo de My Chemical Romance et From Autumn to Ashes », et Cross Rhythms décrit l'album comme « un projet d'une polyvalence impressionnante où les riffs metal et les breakdowns emo, le noise screamo et les hooks se heurtent dans un véritable festin musical. »
Le sixième album de Underoath, Lost in the Sound of Separation, met Spencer Chamberlain au premier rang, et voit le groupe incorporer quelques éléments de musique industrielle. Avec le départ du dernier membre fondateur d'Underoath, Aaron Gillespie, le groupe subit son « plus grand changement en musique pour le groupe depuis un long moment. » Pour leur dernier enregistrement, Ø (Disambiguation), Underoath présente une approche plus sombre et plus immersif que leurs précédents albums, et use d'une atmosphère lourde et d'un son d'ambiance et utilise aussi des parties de groove dans certains morceaux,,.

## Membres

### Membres actuels
- Aaron Gillespie - batterie, voix claire (1997-2010, depuis 2015)
- Christopher Dudley – clavier (2000-2013, depuis 2015)
- Timothy McTague – guitare solo, chœurs (2001-2013, depuis 2015)
- Grant Brandell – guitare basse (2002-2013, depuis 2015)
- Spencer Chamberlain - screaming, guitares additionnelles (2003-2013, depuis 2015)
- James Smith - guitare rythmique (2003-2013, depuis 2015)

### Anciens membres
- Luke Morton - guitare solo (1997-1999)
- Rey Anasco - guitare basse (1997-1999)
- Dallas Taylor – screaming (1997–2003)
- Simon Corey Steger – guitare rythmique, chœurs (1998–1999)
- Octavio Fernandez – guitare rythmique (2000–2003)
- Matthew Clark – guitare basse (2000-2001)
- Billy Nottke – guitare basse (2001–2002)
- Kelly Scott Nunn – guitare rythmique (2002–2003)
- Alena Cason - chant clair, guitare additionnelle (2000)
- Matt Tarpey - chant (2003)
- Daniel Davison - batterie (2010–2013)

## Discographie

### Albums studio
- 2002 : The Changing of Times
- 2004 : They're Only Chasing Safety
- 2006 : Define the Great Line
- 2008 : Lost in the Sound of Separation
- 2010 : Ø (Disambiguation)
- 2018 : Erase Me
- 2022 : Voyeurist
- 2025 : The Place After This One

### Compilations
- 2011 : Play Your Old Stuff
- 2014 : Icon
- 2016 : Anthology 1999-2013

### Albums live
- 2008 : Survive, Kaleidoscope
- 2010 : Live at Koko

## Clips
- When the Sun Sleep
- It's Dangerous Business Walking out Your Front Door
- Reinventing Your Exit
- Writing on the Walls
- In Regards to Myself
- You're Ever So Inviting
- A Moment Suspended in Time
- Desperate Times, Desperate Measures
- Breathing in a New Mentality
- Too Bright to See, Too Loud to Hear
- In Division
- Paper Lung
- Illuminator
- Driftwood
- Sunburnt
- On My Teeth
- Rapture
- ihateit
- Bloodlust

## Vidéographie
- 2007 : 777
- 2008 : Survive, Kaleïdoscope
- 2016 : Tired Violence